# Rickard Schoultz
Rickard Schoultz, född 1967, är en svensk datorpionjär. Han skapade bland annat SUNET-katalogen.

## Biografi
Schoultz började ägna sig åt programmering vid nio års ålder och byggde program genom ABC-klubben. Som medlem i Unga Forskares datorförening och fick tidigt möjlighet att använda KTH:s datorsalar och kom att bli säkerhetsutredare av deras betygssystem och senare systemadministratör på KTHNOC. Schoultz har kommenterat att han var alltid yngst i kretsen kring KTHNOC som utgjorde navet i Sveriges internet under slutet av 1980-talet och början av 1990-talet. Efter att ha sökt in till datalinjen på KTH ett par gånger kom han in 1993, och hade då redan varit systemadministratör på KTH under två år vilket ledde till att han fick föreläsa för tredjeårsstudenterna.
Samma år som Schoultz fick anställning vid KTH fick han hjälp av Tim Berners-Lee, skaparen av World Wide Web, att starta KTH:s webbsida kth.se. Schoultz var även den som hanterade sunet.se och la där in en förteckning över svenska webbsidor. Inledningsvis fanns det bara fem stycken länkar i SUNET-katalogen, men i takt med att katalogen växte så automatiserade Schoultz den. Vid denna tid, 1993, existerade det inga andra förteckningar över webbsidor och sidan användes av många internetanvändare som startsida. SUNET-katalogen kom att bli en form av sökmotor, den första svenska i sitt slag. Sidan var uppdelad i flera olika kategorier efter ämnesval, ett system som även den amerikanska sökmotorn Yahoo använde när den lanserades två år senare. När intresset för internet tog fart i mitten av 1990-talet var SUNET ett nav i den svenska delen av webben. Schoultz var fortsatt ansvarig för att katalogisera alla webbsidor.
När Schoultz lämnade SUNET startade han en av Sveriges första webbyråer, Bitwise, tillsammans med Matti Rendahl. De hjälpte bland annat Carl Bildt att maila med Bill Clinton, något som brukar betecknas som det första mail som skickats mellan två regeringschefer. De byggde även Rosenbads första hemsida, en sida som hamnade på en lista över de fulaste i världen. Detta grämde Schoultz så pass att han inte ville bygga en webbplats igen på flera år. Schoultz och Rendahl gjorde även en förstudie till Jan Stenbecks satsning på Everyday communications, som sålde internetabonnemang till privatpersoner.